# Golconda (slika)
Golconda (francosko Golconde) je slika belgijskega surrealističnega slikarja Renéja Magritta. Gre za sliko, ki jo je leta 1953 z oljem naslikal na platno. Golconda trenutno domuje v muzeju Menil Collection v Houstonu, Teksas, ZDA.
Slika prikazuje prostor, ki je poln skoraj identičnih moških v temnih oblekah in cilindrih. Ti možje navidez lebdijo v zraku kot helijevi baloni (čeprav ni na sliki nobenega namiga o kakršnem koli gibanju). V ozadju je Magritte poustvaril kuliso zgradb in nad njimi modro nebo. Položaje moških se da označiti s točkami, ki bi v tem primeru povezovale vzorec pravilnih šestkotnikov.
Magritte je sam živel v podobnem predmestnem okolju in se je tudi oblačil na podoben način kot ti možje s slike. Cilinder se sicer v njegovih delih redno pojavlja, eden takih primerov je npr. njegova slika Sin človekov.
Charly Herscovici, ki ji je mojster zapustil lastniške pravice za svoja dela, je o Golcondi povedala:
| “ | Magritta je navduševala zapeljivost podob. Običajno, vidiš sliko nečesa in verjameš vanjo, zapelje te; njeno poštenje vzameš za samoumevno. Toda Magritte je vedel, da lahko upodobitve stvari lažejo. Te podobe niso možje, so zgolj njihove slike, zato jim ni potrebno slediti nobenim pravilom. Ta slika je zabavna, a nas obenem opomni na izkrivljenost podob. | ” |

Kot je v Magrittovih delih zelo pogost pojav, je naslov slike iznašel njegov prijatelj, pesnik Louis Scutenaire. Golconda je porušeno mesto v indijski zvezni državi Andra Pradeš, ki je bilo od sredine 14. in do konca 17. stoletja prestolnica dveh zaporednih kraljestev. Mesto si je kot tako nakopalo veliko slavo, saj je bilo središče legendarne diamantne industrije na tem območju. Angleški jezik namreč še danes v svojemu besednjaku ima besedo »golconda,« ki pomeni sopomenko za »rudnik bogastva.«
Magritte je na sliko postavil tudi obraz, precej podoben Scutenairu - gre za velikega moža ob dimniku hiše na desni strani.
- Belgijski režiser Koen Mortier je v svoj televizijski oglas iz leta 2006, v katerem je promoviral nizozemsko zavarovalniško podjetje RVS, postavil Bonnie Beecher, ki je odpela pesem »Come Wander With Me« od Jeffa Alexandra. Splošna podoba oglasa pa je podobna Magrittovi Golcondi.[2]
- 41. številka italijanske serije stripov Dylan Dog nosi naslov Golconda. Njena naslovnica je repriza Magrittove slike, sama številka pa ima za nekatere like prav može v cilindrih. Ti so se občasno pojavljali tudi v kasnejših številkah stripa.[3]